# 51e corps de fusiliers
Pour les articles homonymes, voir 51e corps.
Le 51e corps de fusiliers (russe : 51-й стрелковый корпус) est un ancien corps de l'armée rouge soviétique. 
Créé en mars 1941, il a participé aux débuts de la Grande Guerre patriotique au sein de la 22e armée,. Il est dissous le 1er novembre 1941.
Recréé en juin 1943 et notamment engagé en Roumanie en 1944, il est dissous à l'été 1945.

## Composition
Au sein de la 22e armée, :
- 98e division de fusiliers (ru), mars à septembre 1941
- 112e division de fusiliers (ru), mars à septembre 1941
- 153e division de fusiliers, mars à juin 1941
- 170e division de fusiliers (ru), juillet à septembre 1941

## Commandants
- 14 mars - 1er novembre 1941 : général-major Akim Markovitch Markov (ru)[4]
- 25 juin 1943 - 20 mai 1944 : général-major Petr Petrovitch Avdeenko[4]
- 21 mai - 25 août 1944 : général-major Ilia Mikhaïlovitch Lioubovtsev[4]
- 28 août - 21 septembre 1944 : général-major Sergueï Prokofevitch Timochkov[4]
- 22 septembre 1944 - 11 mai 1945 : général-major Alexandre Dmitrievitch Roumiantsev[4]